# ティル・ブレナー

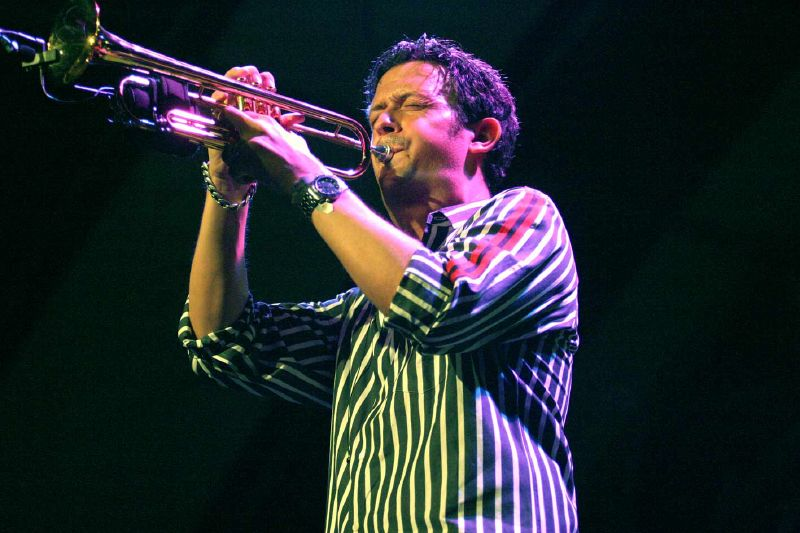
ティル・ブレナー

ティル・ブレナー（Till Brönner、1971年5月6日 - ）は、西ドイツ・フィールゼン生まれのジャズ・ミュージシャン、トランペッター、歌手、作曲家、音楽プロデューサー、写真家である。

## 略歴
1989年から1991年まで、ブレナーはペーター・ハーボルツハイマー・リズム・コンビネーション & ブラスのメンバーを務めた。20歳のとき、彼はホルスト・ヤンコフスキの下でジグス・ウィッガムの後任としてRIASビッグバンド・ベルリンのソロ・トランペット奏者となった。
ブレナーは、レイ・ブラウンとジェフ・ハミルトンと共にデビュー・アルバム『Generations of Jazz』（1993年）をレコーディングした。彼のボーカル・デビューはアルバム『love』（1999年、ヴァーヴ）。彼のアルバム『ザット・サマー』（2004年）は、ドイツのポップ・チャートで16位となり、ドイツの歴史の中で最も売れているジャズ・ミュージシャンとなった。ラリー・クラインが、続く2枚のアルバムをプロデュースした。 『オセアーナ』（2006年）は、カーラ・ブルーニ、マデリン・ペルー、ルシアーナ・ソウザというボーカリストの参加をフィーチャーしていた。『リオ〜ボサ・ノヴァの誘惑』（2009年）は、ボサノヴァとブラジル音楽へのトリビュートであり、カート・エリング、メロディ・ガルドー、セルジオ・メンデス、ミルトン・ナシメント、ルシアーナ・ソウザが参加した。
ブレナーは、写真家ウィリアム・クラクストンに関するドキュメンタリー『Jazz Seen』のためのスコアを書き、自転車レースのツール・ド・フランスに関する映画『Höllentour』のサウンドトラックを作曲した。2014年には、ロサンゼルスで録音され、ジャズ・ギタリスト兼プロデューサーのチャック・ローブがプロデュースした、古いものから現在のものまで映画で使われた曲のカバー・バージョンを収録したアルバム『ムーヴィー・アルバム』をリリースした。2016年、オランダのプロデューサーで、伝説のルード・ヤコブスがプロデュースした、スタンダードとオリジナルのスウィング・アルバムであるソニー・マスターワークスからの初アルバム『The Good Life』をリリース。2018年には、ドイツのベーシスト、ディーター・イルグと組んで、ソニーからの2枚目となるリリース作『Nightfall』を発表した。これは、このカテゴリーでプラチナ・レコードを獲得したデュオ・アルバムとなった。

## ディスコグラフィ

### リーダー・アルバム
- Generations of Jazz (1994年、Minor Music)
- German Songs (1996年、Minor Music)
- My Secret Love (1996年、Minor Music)
- 『ミッドナイト』 - Midnight (1997年、Universal Classics & Jazz)
- 『love』 - Love (1999年、Verve)
- 『チャッティン・ウィズ・チェット』 - Chattin' with Chet (2000年、Verve)
- 『ブルー・アイド・ソウル』 - Blue Eyed Soul (2002年、Universal/Verve)
- Jazz Seen (2002年、A&M)
- 『ザット・サマー』 - That Summer (2004年、Verve)
- 『オセアーナ』 - Oceana (2006年、EmArcy)
- 『ザ・クリスマス・アルバム』 - The Christmas Album (2007年、Universal/Verve)
- 『リオ〜ボサ・ノヴァの誘惑』 - Rio (2009年、Universal Classics & Jazz)
- At the End of the Day (2010年、Bam Bam)
- 『ティル・ブレナー』 - Till Bronner (2013年、Bam Bam)
- 『ムーヴィー・アルバム』 - The Movie Album (2014年、Verve)
- Canyon Songs (2015年、MPS/Naxos)
- The Good Life (2016年、Sony Masterworks)[4]
- Nightfall (2018年、Sony Masterworks) ※with ディーター・イルグ
- 『オン・ヴァケーション』 - On Vacation (2020年、Sony Music Entertainment) ※with ボブ・ジェームス